# (11694) Esterhuysen
(11694) Esterhuysen (1998 FO70) – planetoida z pasa głównego asteroid okrążająca Słońce w ciągu 3,54 lat w średniej odległości 2,32 j.a. Odkryta 20 marca 1998 roku.